# East 15 Acting School

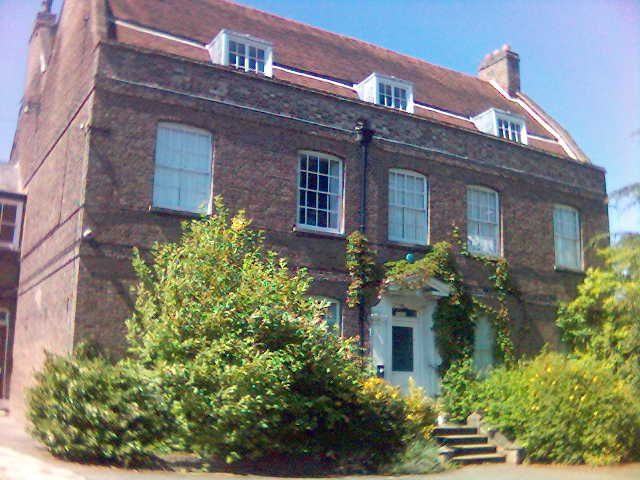
Hauptgebäude der East 15 Acting School in Loughton

East 15 Acting School ist eine britische Schauspielschule situiert in Essex und innerhalb von Greater London. Die Schule hat neben ihrem Hauptgelände in Loughton mittlerweile auch eine weitere Abteilung in Southend-on-Sea. East 15 ist Mitglied der britischen Conference of Drama Schools und die Mehrheit ihrer Kurse wurde zudem vom National Council for Drama Training akkreditiert.

## Geschichte
Die East 15 Acting School wurde 1961 von Margaret Walker gegründet. Seit dem 1. September 2000 ist die Schule zudem mit der University of Essex fusioniert, durch die seither sämtliche Diplome verliehen werden. Benannt ist East 15 nach dem Postbezirk, in dem sie ursprünglich lag (East 15 bzw. E 15). Der aktuelle Präsident der Schule ist der Regisseur und Autor Leon Rubin.
Anfänglich war East 15 eine reine Schauspielschule, deren Ansatz noch immer auf den Schauspieltheorien von Stanislawski basiert. Mittlerweile bietet die Schule neben Bachelor- und Master-Kursen in Schauspiel auch weitere Fächer wie Theaterregie und Bühnenkampf an.

## Bekannte Absolventen
- Annette Badland
- Marji Campi
- Susannah Corbett
- Phil Cornwell
- Stephen Daldry
- Alan Ford
- Elizabeth Henstridge
- Kevin Lloyd
- Ann Mitchell
- Billy Murray
- Precious Mustapha
- Derrick O’Connor
- Alexandra Reimer
- Tony Scannell
- Alison Steadman
- Gwen Taylor
- Abigail Thorn
- Oliver Tobias
- Steven Waddington
- Marc Warren
- Kate Williams
- David Yip